# Riverland
Koordinaten: 34° 15′ S, 140° 28′ O
Das Riverland ist eine Region im australischen Bundesstaat South Australia, die ihren Namen vom Murray River ableitet. Sie liegt etwa 200 km nordöstlich von Adelaide und umfasst die Ortschaften Barmera, Berri, Loxton, Renmark, Paringa und Waikerie.
Die Einwohnerzahl beträgt ca. 34.000. Größte Ortschaft mit ca. 4.300 Einwohnern ist Renmark.

## Geographie
Riverland ist weitgehend flach und liegt lediglich etwa 20 Meter über dem Meeresspiegel.

## Klima
Die mittlere Temperatur liegt im Januar bei 32 °C. Die jährliche Niederschlagsmenge beträgt nur etwa 260 mm.

## Umwelt
Die Region am Murray River wird durch intensiv betriebene Landwirtschaft erheblich beeinträchtigt. Wasserentnahme und Eintrag von Düngemitteln führen nicht nur zu Rückgängen des Fischbestandes und geringerer Anzahl von Wasservögeln, sondern gefährden auch die jahrhundertealten Eukalyptusbäume (Eucalyptus camaldulensis) am Ufer des Murray River.

## Wirtschaft
Die Wirtschaft wird bestimmt durch die Landwirtschaft. Ein Drittel aller australischen Zitrusfrüchte und mehr als ein Viertel des australischen Weines wird in Riverland angebaut (480.000 Tonnen im Jahr 2005).